# شهرستان پنژینسکی
شهرستان پنژینسکی (به لاتین: Penzhinsky District) یک شهرستان در روسیه است که در ناحیه خودگردان کوریاک واقع شده‌است.